# Groupie
Groupie é uma pessoa fã de um grupo musical específico que busca intimidade emocional e/ou sexual com um músico ou com membros de uma banda, seguindo-os durante turnês ou comparecendo em muitas aparições públicas, na esperança de encontrá-los. 
O termo geralmente é pejorativo, descrevendo principalmente mulheres jovens e, às vezes, homens, que seguem esses indivíduos com o objetivo de iniciar um encontro sexual com eles ou oferecer sexo em troca de algo. 
O termo Groupie foi utilizado pela primeira vez em 1967 para descrever garotas que perseguiam lascivamente integrantes de bandas de pop ou rock, é derivado da palavra em inglês group, que por sua vez é uma referência a musical group (grupo musical em português).
O termo também é usado para descrever fãs igualmente entusiasmados de atletas, escritores e outras figuras públicas. Entre as groupies mais conhecidas estão Vânia Mateus, Nancy Spungen e Pamela Des Barres.